# Władysław Starewicz
Władysław Starewicz (ur. 8 sierpnia 1882 w Moskwie, zm. 26 lutego 1965 w Fontenay-sous-Bois) – filmowiec narodowości polskiej, tworzący na Litwie, w Rosji i we Francji, twórca i pionier filmów animowanych, twórca pierwszego w historii filmu lalkowego, który wszedł do dystrybucji kinowej. Na świecie znany też jako Ladislas Starewitch.

## Życiorys

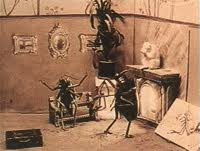
Zemsta kinooperatora

„Krążyły plotki, że Starewicz nie jest Polakiem. On zawsze był Polakiem. Tylko wybuch wojny w 1939 r. uniemożliwił mu powrót do kraju, do Warszawy. Kilka miesięcy przed wybuchem wojny, producent pan Stefan Katelbach podpisał z nim kontrakt na realizację filmu pt. „Pani Twardowska”, na podstawie poematu A. Mickiewicza.” – Charles Ford bliski przyjaciel Starewicza
Ojcem Władysława był Aleksander Starewicz mieszkający w Sumiliszkach niedaleko Kiejdan, a matką Antonina Legęcka z Kowna. Oboje rodzice pochodzili z polskiej szlachty. Ojciec po powstaniu styczniowym ukrywał się na Litwie. Po śmierci matki czteroletni Władysław został oddany na wychowanie do babki mieszkającej w Kownie, gdzie spędził dzieciństwo i młodość. Później ukończył Gimnazjum w Dorpacie. Chłopiec już w młodości zaczął uprawiać malarstwo, rysunek i fotografię. Doskonalił karykaturę, zyskując coraz większą popularność jako satyryk. Jego główną pasją było jednak kolekcjonowanie i preparowanie owadów. Właśnie zamiłowaniu do entomologii zawdzięczał w dużym stopniu swoją karierę.
W czerwcu 1910 w Kownie, w swojej małej, domowej pracowni, Starewicz dokonał oryginalnego eksperymentu. Zafascynowany różnorodnością i bogactwem form i kształtów świata owadów postanowił najciekawsze i najwspanialsze okazy filmować. Wybór padł na unikalne jelonki, mieszkańców puszczy litewskiej, których zwyczajami interesował się od dawna.
Oto, jak sam opisał to wydarzenie:
„Kiedy próbowałem sfilmować walkę żywych żuków jelonków o samicę, okazało się, że po zapaleniu reflektorów zamierały one w bezruchu. Wpadłem, więc na pomysł, aby uśpić moich rycerzy. Oddzieliłem ich kończyny i rogi od tułowia, potem z powrotem umieściłem je na właściwym miejscu przy pomocy cieniutkich drucików. Tak spreparowane lalki z uśpionych żuków ubrałem w kostiumy, buty z cholewami, dałem do ręki rapiery.”
Walkę samców o siedzącą samicę filmował Starewicz na tle stylizowanej dekoracji, dzieląc ruch na poszczególne fazy i wykonując zdjęcia klatka po klatce. Po obejrzeniu na ekranie wywołanych zdjęć, miał zawołać:
„Ruszają się, ruszają jak żywe! Co za fantastyczne tworzywo, zdolne kreować cuda!”

## Kariera w Moskwie
Jego kariera reżyserska zaczęła się w styczniu 1912, po podpisaniu umowy z producentem filmów Chanżonkowem, z Moskwy. Do Moskwy zabrał też ze sobą żonę Annę, która pomagała mu przy realizacji filmów, córkę Irenę i montażystkę Marię Wodzińską, późniejszą kierowniczkę działu montażu w wytwórni Chanżonkowa. Przywiózł także ze sobą owoc dwuletnich doświadczeń i poszukiwań, kopię ośmiominutowego filmu pt. „Piękna Lukanida”. Ten pierwszy w historii film lalkowy przyniósł młodemu twórcy rozgłos i pieniądze. Premiera filmu o żukach jelonkach odbyła się w Moskwie 26 marca 1912 – wg starego porządku (kalendarz Juliański), czyli 8 kwietnia 1912 r. wg nowego porządku, czyli aktualnie obowiązującego kalendarza gregoriańskiego. Po premierze niektórzy krytycy pisali o tresowanych owadach występujących w filmie.
W Moskwie Starewicz zrealizował następny film pt. „Konik polny i mrówka”, pierwszą adaptację utworu literackiego, transpozycję znanej bajki Jean de La Fontaine. Artysta sięgnął tym razem do alegorii, ukazując środkami filmu lalkowego tragedię, losów ludzkich. Premiera filmu odbyła się 15 grudnia 1912 w Kopenhadze. Sukces przeszedł oczekiwania. Obraz obejrzeli widzowie Europy i Ameryki. Wykonano rekordową ilość kopii – 140. Jedną z nich w srebrnym pudełku Chanżonkow ofiarował następcy tronu rosyjskiego Aleksemu Nikołajewiczowi. Sam producent otrzymał złoty pierścień z brylantem, reżyser zaś od producenta medalion ze znakiem wytwórni – rozbuchany Pegaz. Wkrótce po Lukanidzie ukazały się także inne krótkie filmy animowane o podobnej technice, które weszły do światowej klasyki animacji lalkowej: Zemsta kinooperatora (1912), Boże Narodzenie w lesie (1913), Wesołe sceny z życia zwierząt (1913).
Zaraz potem, zimą 1914 Starewicz zwolnił się z wytwórni Chanżonkowa. Przyczyn było wiele, ale wszystkie one wynikały z jednego – pragnienia niezależności twórczej. Jeszcze u Chanżonkowa postanowił spróbować swych sił jako reżyser i operator aktorskich filmów fabularnych. Doskonałe opanowanie różnych technik filmowych pozwoliło mu na podejmowanie tematów, w których dominowały motywy ludowej i bajkowej fantastyki. Adaptował utwory Nikołaja Gogola – „Straszliwa Zemsta”, „Noc Przed Bożym Narodzeniem”, „Noc Majowa” i „Seroczyński Jarmark” – wszystkie z bajkową scenografią, a także poemat Puszkina „Rusłan i Ludmiła”. Powstały filmy: „Jola”, ekranizacja powieści Jerzego Żuławskiego, „Pan Twardowski” na podstawie powieści Ignacego Kraszewskiego oraz „Cagliostro” według popularnej w tym czasie książki Saliasa „Hrabia Cagliostro”.
Po wybuchu I wojny światowej Starewicz nakręcił szereg parodii obyczajowych oraz kilka grotesek politycznych o antywojennej wymowie. Jedna z nich to „Lilia Belgii”, będąca satyrą na Wilhelmowskie Niemcy, dokonujące najazdu na Belgię. W dramatach filmowych Starewicza występowali znani aktorzy rosyjscy tej miary, co Iwan Mozżuchin, późniejsza gwiazda europejskich ekranów, Olga Gzowska, Zofia Gosławska, Władimir Gajdarow, Jewgienij Wachtangow, a także wielu polskich aktorów – Halina Starska, Krystyna Niewiarowska, Antoni Fertner, Stefan Jaracz, Jan Wiszniewski oraz węgierski aktor Fryderyk Jarosy, późniejsza gwiazda warszawskich kabaretów. Coraz częściej w filmach ojca i z coraz większym powodzeniem, występowały jego córki, starsza Irena i młodsza Nina.

## Kariera w Paryżu
W 1919 Starewicz opuścił Rosję i przez Stambuł i Rzym udał się do Paryża.
Charles Ford powiedział:
„Starewicz zamieszkał w Fontenay-sous-Bois. Wynajął tam willę, w której założył własne studio filmowe, powracając do realizacji swoich ulubionych filmów lalkowych. Publiczność paryska bardzo szybko poznała i pokochała jego twórczość pełną humoru i lekkiej satyry. Swój okres francuski rozpoczął filmem w stylu „Pięknej Lukanidy”, zatytułowanym „W szponach pająka”. Oto przed oczami widzów rozwijał się obraz obyczajowego rozkładu wyższych sfer. Bogaty bankier uwodzi piękną, młodą i naiwną aktoreczkę kabaretową. Zabiera ją do swego pałacu... na szczęście zakochany w niej szlachetny młodzieniec staje w jej obronie i w ostatniej chwili udaje mu się ją uratować.”
Filmy Starewicza były rozpowszechniane na całym świecie, nie wyłączając Chin, gdzie kolejna jego bajka Żaby chcą króla cieszyła się szczególnym powodzeniem. Nakręcona w 1922 była udaną satyrą polityczną na ustrój parlamentarny.
Zabawnym filmem z 1923 była satyra na hollywoodzkie mody i obyczaje, animowana parodia westernu pt. Miłość czarna i biała. Główne role w tym filmie grały lalki popularnych amerykańskich aktorów. Zakochany Charlie Chaplin rywalizuje z kowbojem Tomem Mixem o względy naiwnej Mary Pickford. Po tej parodii Starewicz wrócił znów do swoich ulubionych bajek. Według jego własnych scenariuszy powstały – „Mała śpiewaczka uliczna” i bajka chińska „Oczy smoka”. Nawet w tak idyllicznej inscenizacji Starewicz nie przestał być satyrykiem. Wielki bonza w tym filmie, to nic innego jak parodia gry słynnego już w owym czasie Iwana Możuchina.
Zaraz po sukcesie Słowiczego głosu – filmu z 1923, za który Starewicz otrzymał złoty medal im. Hugona Rizenfelda za najlepszy i najbardziej nowatorski, nie amerykański film animowany wyświetlany w USA, w 1925 Amerykanie złożyli Starewiczowi korzystną ofertę pracy. Artysta jednak stanowczo odmówił:
„Ameryka już zna moje plany. Oto recenzje tamtejsze, hymny pochwalne. Mam stamtąd niejedną kuszącą propozycję, ale dobrze mi tutaj, zostaję w Paryżu”.

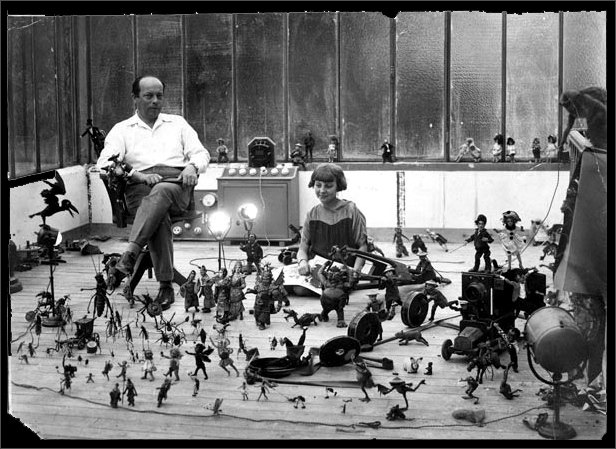
Starewicz z córką w pracowni w Fontenay-sous-Bois

W 1928 Starewicz nakręcił „Zaczarowany zegar” – średniowieczną bajkę o zegarze i mistrzu, który go zbudował, oraz o uczniu mistrza, który ten cudowny zegar ożywia, powołując do życia świat marzeń i wyobraźni.
Próbował także zainteresować producenta „Stworzeniem Świata”, apokaliptyczną wizją opartą na motywach biblijnych. Zrealizować jednak udało mu się tylko jeden film pełnometrażowy, kukiełkową „Opowieść o Lisie” (Le Roman de Renart), na podstawie średniowiecznego cyklu Powieść o lisie. Pracę nad scenariuszem rozpoczął w 1926, a ukończył film w 1930 brakowało mu jednak pieniędzy na sfinansowanie jego udźwiękowienia. Dla zarobku, z udziałem lalek z tego filmu, nakręcił krótkie bajki według La Fontaina „Lew i mucha” i „Lew starzeje się” oraz całą serię filmów z malutkim pieskiem Fetichem – maskotką, wierząc ciągle w zmianę losu. Wreszcie po siedmiu latach nieustannych zabiegów gotowy obraz wykupiła niemiecka wytwórnia filmowa „UFA” i udźwiękowiła go. 28 kwietnia 1937 odbyła się w Berlinie uroczysta premiera z udziałem Starewicza.

## Zmierzch kariery
Walka o realizację wymarzonych filmów nie ustawała. Starewicz eksperymentował, próbował nowych wynalazków. Lansował filmy i obrazki stereoskopowe. Doskonalił ciągle swoją technikę filmową. Pracował nad nowoczesną konstrukcją lalki. Już w szkicach projektu przewidywał mimikę i ruch swoich bohaterów, rzeźbiąc setki mini główek lub używał plastycznych masek. Dla lalki grającej pierwszoplanową rolę, potrzeba ich było aż 1500. Lalki, które wykonywała i ubierała córka Irena, używając takich materiałów jak drut, ołów, drewno, korek, ircha, gaza, jedwab, skóra, masa plastyczna, stawały się doskonałością w swoim rodzaju.
W latach 1949–1958 zrealizował we Francji jeszcze kilka filmów dla dzieci. Pierwszym z nich była Zanzabelle w Paryżu według scenariusza napisanego z córką Ireną na podstawie bajki Soniki Boe. Film ten, jak i następne „Kwiat Paproci”, „Świergotka”, „Niedziela Świergotki”, „Czujny Nos” i „Północna Karuzela” przysporzyły autorowi kolejnych międzynarodowych nagród. Jego dochody jednak zmalały. Ostatnia próba zrealizowania „Snu Nocy Letniej” skończyła się finansową klęską.
Pochowany na koszt gminy w Fontenay-sous-Bois.

## Filmografia
Filmy zrealizowane w Kownie:
- 1909 – Nad Niemnem.
- 1909 – Życie ważek.
- 1910 – Żuki.
- 1910 – Walka żuków.
- 1912 – Piękna Lukanida – pierwszy animowany film lalkowy[3].

Filmy zrealizowane w Moskwie:
- 1911 – Miest kinoopieratora – Zemsta kinooperatora
- 1911 – Rożdiestwo u obitatielej lesa – Boże Narodzenie w lesie.
- 1911 – Striekoza i murawiej – Konik polny i mrówka.
- 1912 – Strasznaja miest – Straszliwa Zemsta.
- 1912 – Nocz pieried Rożdiestwom – Noc Przed Bożym Narodzeniem.
- 1912 – Wiesiołyje scenki iz żyzni żywotnych – Wesołe sceny z życia zwierząt.
- 1912 – Putieszestwije na Łunu – Podróż na księżyc.
- 1913 – Rusłan i Ludmiła – Rusłan i Ludmiła.
- 1914 – Snieguroczka – Śnieżynka.
- 1914 – Pasynok Marsa – Wychowanek Marsa.
- 1914 – Kajzier-Gogol-Mogol – Kaizer-Kogiel-Mogiel.
- 1914 – Trojka – Trójka.
- 1914 – Fleurs Fanees – Zwiędły kwiat.
- 1915 – Le chant du bagnard – Kajdaniarska pieśń.
- 1915 – Portret – Portret.
- 1915 – Lilija Bielgii – Lilia Belgii.
- 1915 – Eto tiebie prinadleżyt – To Ci się należy.
- 1915 – Eros i Psichie – Eros i Psyche.
- 1916 – Dwie wstrieczi – Dwa spotkania.
- 1916 – Le faune en laisse – Pojmany Faun.
- 1916 – O czom szumieło morie – O czym szumiało morze.
- 1916 – Tamań – Taman.
- 1916 – Na warszawskom traktie – Na warszawskim trakcie.
- 1917 – Pan Twardowskij – Pan Twardowski.
- 1917 – Saszka-najezdnik – Saszka – jeźdiec.
- 1917 – K narodnoj własti – Z nadania Narodu.
- 1918 – Kaliostro – Caliostro.
- 1918 – Jola – Jola.
- 1918 – Wij.
- 1918 – Soroczinskaja jarmarka – Seroczyński Jarmark.
- 1918 – Majskaja nocz – Noc Majowa.
- 1918 – Stella Maris – Stella Maris[3].

Filmy zrealizowane w Paryżu:
- 1920 – Dans les griffes de l’araignee – W szponach Pająka.
- 1921 – Le mariage de Babylas – Wesele Babylasa.
- 1921 – L’epouvantail – Strach na wróble.
- 1922 – Les grenouilles qui demandent un roi – Żaby chcą Króla.
- 1923 – La voix du rossignol – Słowiczy głos.
- 1923 – Amour noir et blanc – Miłość czarna i biała.
- 1924 – La petite chanteuse des rues – Mała Śpiewaczka Uliczna.
- 1925 – Les yeux du dragon – Oczy Smoka.
- 1926 – Le rat de ville et le rat des champs – Szczurze miasto i szczurza kraina.
- 1927 – La cigale et la fourmi – Konik Polny i Mrówka.
- 1927 – La reine des papillons – Królowa motyli.
- 1928 – L’horloge magique – Zaczarowany zegar.
- 1928 – La petite parade – Mała parada.
- 1929-1930 – Le roman de renard – Opowieść o Lisie.
- 1932 – Le lion et le moucheron – Lew i Mucha.
- 1932 – Le lion devenu vieux – Lew starzeje się.
- 1933 – Fetiche mascotte – Fetiche – maskotka.
- 1934 – Fetiche prestidigitateur – Fetiche kuglarz.
- 1935 – Fetiche se marie – Wesele Fetiche’a.
- 1936 – Fetiche en voyage de noces – Fetiche podróżnik.
- 1937 – Fetiche chez les sirenes – Fetiche i syreny.
- 1947 – Zanzabelle a Paris – Zanzabella w Paryżu.
- 1949 – Fleur de fougere – Kwiat paproci.
- 1953 – Gazouilly petit oiseau – Świergotka.
- 1954 – Gueule de bois – Kac.
- 1955 – Un dimanche de Gazouilly – Niedziela Świergotki.
- 1956 – Nez au vent – Czujny Nos.
- 1958 – Carrousel boreal – Północna karuzela.
- 1965 – Comme chien et chat – Jak pies z kotem[3].